# Ачарело
Ачарело (итал. Aciarello) је насеље у Италији у округу Ређо ди Калабрија, региону Калабрија.
Према процени из 2011. у насељу је живело 47 становника. Насеље се налази на надморској висини од 1011 м.